# José María Velasco Ibarra
José María Velasco Ibarra (Quito, Equador, 19 de març de 1893 – 30 de març de 1979) fou un polític equatorià, cinc vegades president de la República: de 1934 a 1935, de 1944 a 1947, de 1952 a 1956, de 1960 a 1961 i finalment de 1968 a 1972.

## Carrera política
La seva vida política la inicia el 1932 quan va ser nomenat diputat; immediatament va ser nomenat vicepresident de la Cambra de Diputats i uns dies després president d'aquesta. El 1933 es postula a les eleccions presidencials i obté la més alta votació de la història equatoriana, amb el 80% dels vots. El seu primer període el va iniciar l'1 de setembre de 1934, però fou derrocat l'agost de 1935 pels militars, s'exilà a Colòmbia, on escrigué Conciencia y barbarie, i després a Buenos Aires, on exercí la docència universitària. Des de l'exili creà el front polític Alianza Democrática, una unió de forces populistes, conservadores, socialistes y comunistes contra el president Carlos Arroyo del Río, i es traslladà a Pasto, Colòmbia, per esperar la caiguda del president. Quan és enderrocat Arroyo del Río arran de La Gloriosa del 28 de maig de 1944, una comissió enviada per l'Assemblea Constituent sol·licità a Velasco Ibarra que es faci càrrec del poder, que l'acceptà i arribà a Quito el 31 de maig, aclamat per diversos sectors del país; l'11 d'agost és nomenat president constitucional per l'Assemblea Constituent. L'agost de 1947 una vegada més va ser derrocat pels militars.
El 1952 tornà a guanyar les eleccions presidencials i inicià el seu tercer període presidencial l'1 de setembre de 1952, que culminà de forma normal el 31 d'agost de 1956, quan la presidència passa a Camilo Ponce Enríquez. Durant aquest període presidencial realitza tasques legislatives destacables, com la llei de descans setmanal per a obrers i empleats particulars, la construcció de canals, carreteres i camps d'aviació. Posteriorment estableix la seva residència a Buenos Aires. El 1960 és elegit president per quarta vegada i és derrocat el 7 de novembre de 1961 a causa de les fortes desavinences amb el seu viceprsident, Carlos Julio Arosemena. Finalment, el 1968 guanyà per cinquena vegada la presidència de la República, que culminà el 15 de febrer de 1972, una vegada més enderrocat pels militars. Després d'exiliar-se novament a Buenos Aires retornà a Quito el 1979, després de la mort de la seva esposa, i morí a la mateixa ciutat el 30 de març d'aquell any.

## Ideologia política: el «velasquisme»
José María Velasco Ibarra és una de les personalitats més destacades i influents de tot el segle xx a l'Equador. La seva personalitat i la seva gran capacitat oratòria es traduïen sovint en fenòmens de masses durant les campanyes polítiques. La seva ideologia, que oscil·là sempre entre l'esquerra i el conservadorisme populista, ha descol·locat als historiadors, que han acabat per crear el terme «velasquisme» per definir les seves tendències polítiques, sovint contradictòries i de les quals és exemple el front polític per ell creat anomenat Alianza Democrática que reuní a conservadors, socialistes i comunistes. Les seves posicions habitualment conservadores es barrejaven sorprenentment amb una certa admiració per personatges com Stalin, el Che Guevara o la guerrilla nicaragüenca.
Es pot considerar que el velasquisme va tenir com a antecedent històric el moviment conservador Compactación Obrera Nacional sorgit a Quito entorn de la candidatura de Neptalí Bonifaz. Per a alguns historiadors, un dels papers més importants de Velasco Ibarra fou incorporar al sistema polític a sectors fins llavors exclosos; d'alguna manera, Velasco Ibarra va iniciar una veritable política de masses a l'Equador. Considerat per alguns com un representant de l'oligarquia i sovint definit com a catòlic liberal, mostrava moltes vegades posicions socialment d'esquerres tot i que populistes. En general es mostrà partidari de concedir i enfortir les llibertats de sufragi, d'educació i de culte al país, però no dubtà en anul·lar-les si això el perjudicava. Els seus detractors sovint l'acusaren de prometre grans reformes socials que mai arribava a realitzar, però en canvi no dubtà a endegar grans obres d'infraestructura i grans reformes en el sistema educatiu per millorar les condicions del país.